# Anopheles rodhaini
Anopheles rodhaini är en tvåvingeart som beskrevs av Herbert Sefton Leeson 1950. Anopheles rodhaini ingår i släktet Anopheles och familjen stickmyggor. Inga underarter finns listade i Catalogue of Life.